# イネックス・アドリア航空1308便墜落事故
イネックス・アドリア航空1308便墜落事故（イネックス・アドリアこうくう1308びんついらくじこ）は、1981年12月1日に発生した航空事故である。
1308便（マクドネル・ダグラスMD-81航空機）はユーゴスラビアのイネックス・アドリア航空が運用していたチャーター便であり、スロベニアを離陸しフランスのコルシカ島へ到着予定であった。しかし、コルシカ島の山岳部であるサン・ピエトロ山に衝突し、乗客180名全員が死亡した。
この事故は、マクドネル・ダグラスMD-81機が初めて起こした重大な航空事故であると同時に、トルコ航空981便に次ぎフランス国内で2番目に多数の死者を出した航空事故であった。

## 事故の概要
1308便には、173人のスロベニア人観光客と7人の乗組員が搭乗していた。1308便はスロベニア（当時のユーゴスラビア）のブルニク空港を離陸し、コルシカ島のアジャクシオ空港へ向かっていた。飛行中に、副操縦士が自分の幼い息子をコックピットに入れたとされている。
ホールディングパターン中の1308便に対し、6,800フィートの最小保持高度を保ちつつ降下するように指示があった。1308便が下降したとき、当該機の地上近接警告システムは警告を発したが、乗組員はおよそ10秒間に渡りその警告を無視していた。
衝突の3秒前になって乗組員がエンジン出力を上げて高度を上げようとしたが既に遅く、片翼がモンサンピエトロの頂上に衝突し破損。1308便は暴走し、8秒後に墜落。180名全員が死亡した。事故の時刻は現地時間の午前8時53分（UTC 07時53分）であった。

## 調査
調査によると、アジャクシオ・ナポレオン・ボナパルト空港の管制官が「1308便は既に海上に到達しており、コルシカ島内陸部にある山岳地帯までは15 km（9マイル）ほどの位置にいる」と位置を誤認しており、誤った着陸指示を出したことが判明した。 1308便の乗組員は降下指示に驚いており、自分たちがまだホールディングパターンで待機中であることを数回繰り返して確認したが、管制塔は降下指示を撤回しなかった。このフライトは、アドリア航空にとってコルシカ島へ向かう最初のフライトであり、乗組員はコルシカ島周辺の地形に不慣れであった。
調査の結果、1308便の乗組員と航空管制官の間で不正確な表現が使用されており、それが大きな原因になったと判断された。1308便を担当した航空交通管制官は、フランスの別の空港に移送された。また、事故当時、アジャクシオ空港にはレーダーシステムが導入されていなかった。この事故をうけて機器のアップグレードと、着陸時のアプローチパターンの見直しが行われた。

## 2008年の清掃作業
事故が起きた後に、飛行機の残骸や遺体の一部が墜落現場から回収されたが、墜落現場は険しくアクセスしづらい地形であり全ての回収は不可能であった。2007年、スロベニアのテレビ局であるPOP TVが、事故に関する報道を行った。その報道内で、サン・ピエトロ山にはまだ多数の残骸が散らばっていることが分かった。その後、スロベニア政府は清掃活動を組織して資金を供給した。
2008年5月には、約60人の兵士、山岳救助者、市民保護団体および救助隊員、医療関係者、その他のボランティアからなるスロベニアチームが約27トンの航空機の残骸を回収した。中には非常に大きい部品もあり、ヘリコプターで輸送する前に機械で切断する必要があったほか、新たな遺体も発見された。翼が衝突した場所には、慰霊塔が設置された。